# Isopterygium eudorae
Isopterygium eudorae là một loài Rêu trong họ Hypnaceae. Loài này được (Sull.) A. Jaeger mô tả khoa học đầu tiên năm 1878.